# Opornica (naselje)
Opornica (izvirno srbsko Опорница) je naselje v Srbiji, ki upravno spada pod mesto Kragujevac; slednje pa je del Šumadijskega upravnega okraja.

## Demografija
V naselju živi 365 polnoletnih prebivalcev, pri čemer je njihova povprečna starost 40,1 let (38,8 pri moških in 41,5 pri ženskah). Naselje ima 131 gospodinjstev, pri čemer je povprečno število članov na gospodinjstvo 3,45.
|  |

| Demografija | Demografija     | Demografija     |
| Leto        | Št. prebivalcev | Št. prebivalcev |
| ----------- | --------------- | --------------- |
|             |                 |                 |
|             |                 |                 |
|             |                 |                 |
|             |                 |                 |
| 1948        | 350             |                 |
| 1953        | 345             |                 |
| 1961        | 305             |                 |
| 1971        | 288             |                 |
| 1981        | 346             |                 |
| 1991        | 606             | 572             |
| 2002        | 452             | 452             |
|             |                 |                 |

| Etnična sestava po popisu iz leta 2002 | Etnična sestava po popisu iz leta 2002 | Etnična sestava po popisu iz leta 2002 | Etnična sestava po popisu iz leta 2002 | Etnična sestava po popisu iz leta 2002 |
| -------------------------------------- | -------------------------------------- | -------------------------------------- | -------------------------------------- | -------------------------------------- |
| Srbi                                   | Srbi                                   |                                        | 436                                    | 96,46%                                 |
| Črnogorci                              | Črnogorci                              |                                        | 7                                      | 1,54%                                  |
| Bunjevci                               | Bunjevci                               |                                        | 1                                      | 0,22%                                  |
| Neznano                                | Neznano                                |                                        | 7                                      | 1,54%                                  |